# Gløymdehorten
Gløymdehorten (aus dem Norwegischen sinngemäß übersetzt Vergessener Nunatak) ist ein Nunatak im ostantarktischen Königin-Maud-Land. In der Hoelfjella ragt er auf der Westseite des Hügels Horteriset unmittelbar westlich der Weyprechtberge auf.
Erste Luftaufnahmen entstanden bei der Deutschen Antarktischen Expedition 1938/39 unter der Leitung des Polarforschers Alfred Ritscher. Norwegische Kartografen, die den Nunatak auch benannten, kartierten ihn anhand von Vermessungen und Luftaufnahmen der Dritten Norwegischen Antarktisexpedition (1956–1960).